# Mansur Isáyev
Mansur Mustafáyevich Isáyev –en ruso, Мансур Мустафаевич Исаев– (Kiziliurt, 23 de septiembre de 1986) es un deportista ruso, de origen daguestaní, que compite en judo.
Participó en los Juegos Olímpicos de Londres 2012, obteniendo una medalla de oro en la categoría de –73 kg. Ganó una medalla de bronce en el Campeonato Mundial de Judo de 2009.

## Palmarés internacional
| Juegos Olímpicos   | Juegos Olímpicos        | Juegos Olímpicos  | Juegos Olímpicos |
| Año                | Lugar                   | Medalla           | Categoría        |
| ------------------ | ----------------------- | ----------------- | ---------------- |
| 2012               | Londres (Reino Unido)   | Medalla de oro    | –73 kg           |
| Campeonato Mundial |                         |                   |                  |
| Año                | Lugar                   | Medalla           | Categoría        |
| 2009               | Róterdam (Países Bajos) | Medalla de bronce | –73 kg           |